# Рудбоне (дегестан)
Рудбоне (перс. رودبنه) — дегестан в Ірані, у бахші Рудбоне, в шагрестані Ляхіджан остану Ґілян. За даними перепису 2006 року, його населення становило 11893 особи, які проживали у складі 3519 сімей.

## Населені пункти
До складу дегестану входять такі населені пункти:
- Акбарабад
- Дамучал
- Ішґах
- Кенаф-Ґураб
- Когне-Рудпошт
- Лакме-Сар
- Лашідан-е-Мотлак
- Мегдіабад
- Міян-Махале-Рудбоне
- Пагмадан
- Паїн-Махале-Рудбоне
- Рааят-Махале
- Седа-Поште
- Хадж-Салім-Махале
- Чарук-Дуз-Махале
- Шад-Дегсар
- Шарафшадег
- Шейх-Алі-Калає
- Юсеф-Дег